# اسکلارن
اسکلارن (به انگلیسی: Sclarene) با فرمول شیمیایی C20H32 یک ترکیب شیمیایی است. که جرم مولی آن ۲۷۲٫۴۷ گرم بر مول می‌باشد. 